# Чащин Денис Васильович
Дени́с Владиславович Ча́щин (*28 грудня 1968, Київ) — український кінооператор.
Народився 28 грудня 1968 р. в Києві. Закінчив Київський державний інститут театрального мистецтва імені Івана Карпенка-Карого (1995). 
Працював оператором на кіностудії ім. О. Довженка, каналі «1+1», в компанії «Фільмотехнік» та ін.
Член Національної спілки кінематографістів України.

## Фільмографія
Зняв фільми
- «Русалонька» (1996, к/м, оператор-постановник і продюсер, реж. В. Тихий)[2]
- «І світ мене не впіймав...» (2004, оператор-постановник; реж. Юрій Зморович; біографічний фільм про Г. Сковороду)[3]
- «Богдан-Зиновій Хмельницький» (2006, 2-й оператор у співавт.)
- «Небесна ліга» (2011, док. фільм каналу «1+1», оператор-постановник; реж. Л. Загородина) та ін.